# エウアンテ (衛星)
エウアンテ（英語：Euanthe、確定番号：Jupiter XXXIII）は、木星の第33衛星である。
エウアンテは2001年12月11日に撮影された画像から、スコット・S・シェパードが率いるハワイ大学の観測チームが発見し、S/2001 J 7 という仮符号が与えられた。観測にはカナダ・フランス・ハワイ望遠鏡と、ハワイ大学の望遠鏡が用いられた。発見が小惑星センターのサーキュラーで公表されたのは2002年5月15日である。その後2003年8月8日に、ギリシャ神話のカリスの母エウリュノメーに因んで命名され、Jupiter XXXIII という確定番号が与えられた。
エウアンテの見かけの等級は22.8であり、アルベドを0.04と仮定した場合、エウアンテの直径は 3 km と推定される。また、密度を 2.6 g/cm3 と仮定した場合、質量は 4.5×1013 kg と推定される。エウアンテは、木星から1930万kmと2270万kmの間の距離を逆行軌道で公転し、軌道傾斜角が 150° 前後の不規則衛星のグループであるアナンケ群に属している。